# 吳顯 (景泰進士)
吳顯（1430年—？），字文謨，浙江紹興府山陰縣人，民籍，明朝政治人物。進士出身。

## 生平
浙江鄉試第四十四名。景泰五年（1454年）甲戌科會試第二百三十七名，殿試登進士第二甲第一百零三名。

## 家族
曾祖吳印。祖父吳永富。父亲吳慶。